# Aspen Technology
Aspen Technology, Inc. eller AspenTech (NASDAQ: AZPN

) er en amerikansk softwarevirksomhed med hovedkvarter i Bedford, Massachusetts. AspenTech har 35 kontor på verdensplan. Virksomheden udvikler industri-software og servicerer industrivirksomheder.
AspenTech blev etableret i 1981 ved et forskningsprojekt mellem Massachusetts Institute of Technology (MIT) og US Department of Energy, som var navngivet Advanced System for Process Engineering (ASPEN). Aspentech er siden 2022 et datterselskab til Emerson Electric (55 %).